# Aconitum altaicum
Aconitum altaicum Steinb.  är en ranunkelväxtt från Mongoliet som beskrevs av Elisabeth Ivanovna Steinberg. Aconitum altaicum ingår i släktet stormhattar, och familjen ranunkelväxter.
Inga underarter finns listade i Catalogue of Life.